# Археология мариупольской культурно-исторической области
Археология мариупольской культурно-исторической области — изучение древних предметов, обнаруженных на территории Мариуполя и его окрестностей, объединяемых в единую область. Захоронения этих мест принадлежат к нижнедонской, воронежско-донской, азово-днепровской культурам.

## Хронология археологических памятников

### Нижнедонская культура
Памятники, находящиеся в северном Приазовье и Нижнем Подонье относятся к нижнедонской культуре: Ракушечный Яр, Раздорское I, Бессергеновка, Самсоновское, Цимлянское и 1-й слой поселения Раздольное на Кальмиусе.
Местные жители строили себе прямоугольные жилища на столбах, а снаружи обмазывали их глиной. Керамика красноватого или серо-жёлтого цвета с примесью толчёных раковин; особенностью ранних нижнедонских керамических изделий является то, что среди них никогда не встречаются сосуды с воротничковым оформлением венчика, тогда как в поздней керамике этой культуры такое оформление встречается очень часто.
В качестве орудий обитатели этих мест пользовались пластинами из кремня и кварца, из которых делали ножи и скребки; топориками из сланца; костяными лощилами, остриями и шильями, а также мотыгами из рога. В раннем периоде многие орудия имеют трапециевидную форму, в позднем их сменяют предметы с двумя наконечниками.
Погребения этой культуры представляли собой вытянутые с севера на юг траншеи, сформированные из ряда ям глубиной от 90 до 40 см, куда тела помещали в тёплое время года (по-видимому, зимой было слишком сложно копать мёрзлую землю). В ранние захоронения умерших помещали в одной и той же позе: на спине, с кистями рук, лежащими на тазе; позже умерших начали покрывать охрой и располагать в других позах. Примерно в половине могил раннего и в 80 % могил позднего периода находятся и другие предметы: раковины, бусы и подвески, украшения из кабаньего клыка, костяные острия, инструменты, оленьи зубы. Самые последние захоронения содержат небольшой унифицированный набор украшений в 84 % случаев. Согласно реконструкции Олега Тубольцева, жители этих мест носили длинные подпоясанные рубахи и юбки, которые могли быть украшены бусинами или пластинами из кабаньих клыков, нашивавшихся на подол или ворот рубахи, или рукава около локтя. Аналогично украшали и пояс. На головы многих умерших надеты ленты с украшениями из кабаньих клыков или зубов оленя.

### Воронежско-донская культура
Памятники воронежско-донской культуры в мариупольской культурно-исторической области малоизучены; территориально они располагаются на севере Ростовской, юге и востоке Воронежской, а также в и Белгородской областях России и в Луганской области Украины.
Выделение воронежско-донской культуры из нижнедонской поддерживают не все археологи, многие из них считают эти две культуры единой общностью. При выделении воронежско-донской культуры используются следующие ориентиры: растительная примесь в керамике, валиковидный воротничок и неплоские днища у сосудов, здания не обмазывали глиной.

### Азово-днепровская культура
Основная масса исследованных памятников этой культуры расположена в Надпорожье, близ Мариуполя располагаются памятники Раздольное, Благодатное (Чапаевка I), Семёновка. В урочище Собачки археолог А. В. Добровольский подробно изучил поселения Собачки и Вовчок, собрав там 4000 керамических фрагментов, 11 тысяч кремневых изделий, а также другие предметы. Некоторые из вышеперечисленных поселений содержат также артефакты сурской культуры.

## История изучения
Систематические археологические раскопки начались в регионе во время строительства Днепрогэса в 1920—30-х годах. Обнаруженные в это время многочисленные памятники неолита привлекли интерес археологов к междуречью Днепра и Дона. Во время строительства завода Азовсталь историк и археолог Николай Макаренко провёл тщательное исследование Мариупольского могильника.
В 1953 году Абрам Столяр объединил Мариупольский могильник и несколько других неолитических памятников Надпорожья в единую культуру, которую Валентин Даниленко позже назвал азово-днепровской (мариупольской). И Даниленко, и Арсен Синюк вместе с И. Б. Васильевым заключили, что мариупольские памятники были основой этой культуры. Погребальным обрядам могильников мариупольской области посвящена кандидатская диссертация Александра Гея 1985 года.
Дмитрий Телегин и Елена Титова считают мариупольские памятники частью надпорожско-приазовской культуры в доно-волжской области культур с гребенчато-накольчатой керамикой, а Валентин Даниленко в своих работах отстаивает точку зрения о самостоятельности мариупольской (азово-днепровской) культуры.